# 2009 en santé et médecine
| Années de la santé et de la médecine : 2006 - 2007 - 2008 - 2009 - 2010 - 2011 - 2012    |
| Décennies de la santé et de la médecine : 1970 - 1980 - 1990 - 2000 - 2010 - 2020 - 2030 |

Cet article présente les faits marquants de l'année 2009 en santé et médecine.

## Évènements

### Janvier 2009
- Désherbants : Selon la revue américaine Chemical Research in Toxicology, le Roundup, premier désherbant vendu au monde, est dangereux pour la santé humaine même à dose infinitésimale, ce que dément la société américaine Monsanto qui le commercialise[1].
- Coupe-faim : La leptine, une hormone découverte il y a une dizaine d'années, qui supprime la faim chez des personnes en bonne santé en régulant les réserves de graisses dans l'organisme, pourrait être également efficace chez les personnes obèses en association avec des médicaments déjà commercialisés.
- Nanorobot : Des scientifiques australiens ont mis au point un nanorobot d'un diamètre de 250 micromètres, soit l'épaisseur de deux à trois cheveux, potentiellement capable d'opérer le cerveau. Selon James Friend, du laboratoire de nanophysique de l'université Monash à Clayton, en Australie, et coauteur d'une étude parue dans la revue Journal of Micromechanics and Microengeneering : « Nous cherchions quelque chose qui puisse être placé dans des artères humaines, particulièrement là où les technologies traditionnelles ne peuvent pas être utilisées ». La difficulté a été de développer, pour un robot de cette finesse, un moteur assez puissant pour « remonter le courant » dans les vaisseaux sanguins.
- Maladie de Parkinson : Selon des chercheurs français, Étienne Hirsch et Stéphane Hunot, des cellules du système immunitaire sont impliquées dans le développement de la maladie de Parkinson, car en s'infiltrant dans le cerveau, elles se transforment en « tueuses de neurones ». Leurs travaux ouvrent de nouvelles pistes et   devraient permettre d'affiner le développement de médicaments plus ciblés.
- Poliomyélite : La fondation Gates, Rotary International, l'Allemagne et la Grande-Bretagne ont annoncé des donations de plus de 630 millions de dollars pour éradiquer la polio et lancé un appel à d'autres donateurs pour éliminer cette maladie frappant encore en Afrique et en Asie.
- Mémoire : Selon des chercheurs allemands de l'Université de Münster, un régime alimentaire réduisant de 30 % le nombre de calories et riche en acides gras non-saturés dope la mémoire. Ces résultats confirment des recherches menées précédemment sur des animaux[2].

- Aspirine : Selon une étude du service d'immunobiologie de la faculté de médecine de l'université Yale (Connecticut), l'aspirine prise régulièrement protégerait de problèmes de foie affectant des millions de personnes et résultant d'abus d'alcool ou de surdoses de certains médicaments, ainsi que de maladies liées à l'obésité.
- Bisphénol A : Selon une étude du centre médical de l'Université Rochester de New York, le Bisphénol A pourrait infiltrer l'organisme via d'autres vecteurs que les aliments, comme la poussière, ce qui soulève de nouvelles questions sur cette substance controversée utilisée dans des conteneurs en plastique. L'étude montre aussi que cette substance, utilisée pour diluer la résine de polyester pour la rendre liquide et faciliter son laminage, pourrait se métaboliser lentement.
- Maladie d'Alzheimer : Selon le résultat de recherches menées par le laboratoire « Apoptose, cancer et développement » du CNRS à Lyon et par l'Institut Buck pour la recherche sur le vieillissement, une molécule permettrait de rétablir chez une souris atteinte de la maladie d'Alzheimer les capacités cognitives perdues, en faisant disparaître les plaques amyloïdes à l'origine de la maladie. Le mécanisme qui conduit à la démence serait lié à la présence de plaques amyloïdes liée à la production anormale du peptide amyloïde-béta. La nétrine 1, une protéine connue pour intervenir à la fois au cours du développement du système nerveux et dans la régulation des cancers, peut inhiber la formation du peptide toxique amyloïde-béta[3].

### Février 2009

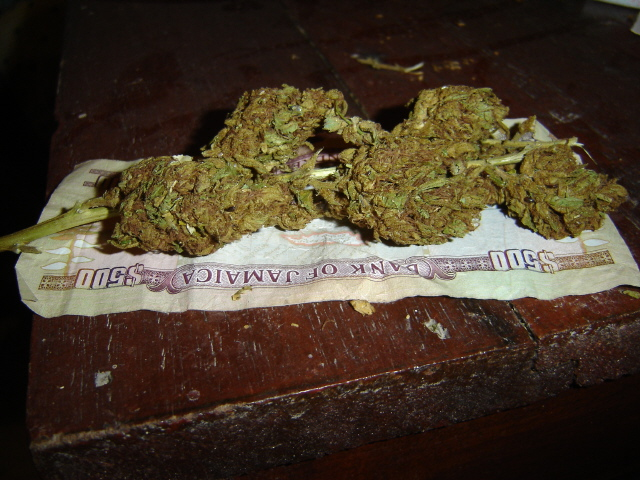
Cannabis

- Cannabis : Selon une étude du centre de recherche sur le cancer Fred Hutchinson de Seattle, publiée par le quotidien britannique The Guardian, consommer du cannabis au moins une fois par semaine, ou régulièrement depuis son adolescence, doublerait les risques de développer la forme la plus agressive d'un cancer des testicules. Les testicules seraient  un des rares organes munis de récepteurs pour la substance active du cannabis, le tétrahydrocannabinol (THC). Leurs résultats conduisent aussi à penser que l'usage de la marijuana pourrait être spécifiquement lié au développement de tumeurs des testicules dites germinales non-seminomateuses.
- Tabagisme : Selon une étude parue dans le British Medical Journal, le  tabagisme passif, c'est-à-dire l'exposition à la fumée des autres, augmenterait le risque de développer des troubles des fonctions cognitives, comme la mémoire. De précédents travaux avaient déjà montré que le tabagisme pouvait être un facteur de risque de déficit cognitif. Les chercheurs ont trouvé que les plus hauts taux de cotinine étaient associés à un risque accru de déficit cognitif. Cette association a été observée aussi bien chez les personnes n'ayant jamais fumé que chez les anciens fumeurs[4].

- Cancer de la prostate : Selon une équipe de l'Université du Michigan, publiée par la revue scientifique Nature, l'identification d'une molécule indicatrice de l'agressivité d'un cancer de la prostate pourrait déboucher sur un test urinaire susceptible d'aider les médecins à distinguer les tumeurs d'évolution lente de celles nécessitant un traitement immédiat et puissant. Face au cancer de la prostate, la difficulté est de déterminer s'il s'agit d'une tumeur à fort risque de développement rapide qui requiert un traitement immédiat et agressif et non d'une tumeur d'évolution lente ne justifiant pas pareil traitement. Les chercheurs ont  trouvé en quantité beaucoup plus importante une substance, la sarcosine, dans les cas de formes agressives de cancer de la prostate, en particulier dans les urines.

- Somnolence : Selon les travaux de l'Inserm (unité « épidémiologie cardiovasculaire et mort subite »)  parus  dans la revue spécialisée Stroke de l'American « Heart Association ». Les personnes âgées de 65 ans et plus qui ont régulièrement ou fréquemment des épisodes de somnolence excessive durant la journée, ont un risque de mortalité augmenté de 33 %, selon une étude française. Cette surmortalité est encore accentuée dans le cas de décès par accidents cardiovasculaires. Les troubles du sommeil augmentent avec l'âge et leurs effets délétères sur la santé sont reconnus, enparticulier, la somnolence excessive en journée peut concerner jusqu'à 30 % des sujets de plus de 65 ans[5].

### Mars 2009
- Sang : Des chercheurs de l'Établissement français du sang  Alpes-Méditerranée sont parvenus pour la première fois à modifier génétiquement un groupe sanguin, une avancée qui va permettre de créer des échantillons de sang rare. Grâce à cette découverte, il est désormais possible de générer artificiellement des échantillons de référence pour certains types de groupes sanguins très rares[6].

- Clonage humain : Le gynécologue  italien controversé, Severino Antinori, surnommé l'« accoucheur des grand-mères », affirme avoir cloné il y a 9 ans trois bébés : « J'ai contribué à faire naître avec la technique du clonage humain trois enfants. Il s'agit de deux garçons et d'une fille qui ont aujourd'hui neuf ans. Ils sont nés sains et ils sont en excellente santé à l'heure actuelle […] Le respect de la vie privée de ces familles m'interdit d'aller plus loin [… la méthode employée était] une amélioration de la technique utilisée par le généticien écossais Ian Wilmut qui a cloné la brebis Dolly ». Ils vivent dans un pays de l'Europe de l'Est.

- Cancer de l'ovaire : Des tests de détection précoce, un test sanguin et un d'échographie, sont réalisables à grande échelle pour détecter des cancers de l'ovaire, et dans pratiquement la moitié des cas alors que ces tumeurs n'en sont qu'à leurs premiers stades, selon un essai publié par la revue spécialisée « Lancet Oncology »[7].

- Maladie de Parkinson : Un petit stimulateur électrique de la moelle épinière a donné des résultats très prometteurs pour traiter les symptômes de la maladie de Parkinson, selon des expériences conduites sur des animaux de laboratoire dont les résultats sont publiés aux États-Unis. Ce stimulateur a été placé sur la colonne vertébrale de souris et de rats dont les chercheurs avaient réduit de façon importante la teneur de leur organisme en dopamine de manière à reproduire les caractéristiques biologiques de personnes atteintes de Parkinson et de graves problèmes moteurs observés chez les patients à un stade avancé de la maladie. Quand le stimulateur était mis en route, les animaux sans dopamine dont les mouvements étaient lents et raides, ont commencé à se mouvoir tout à fait normalement. Cette amélioration a été généralement observée 3,35 secondes après le début de la stimulation[8].

- Alimentation : Selon une étude américaine portant sur un demi-million de personnes suivies pendant 10 ans, consommer de la viande rouge ou transformée paraît accroître le risque de mortalité toutes causes confondues, tandis que la consommation de viande blanche semble le réduire. Les chercheurs ont conclu que 11 % des décès chez les hommes et 16 % chez les femmes auraient pu être évités par une réduction de la consommation de viande rouge et transformée pour la limiter à la quantité consommée par les 20 % dans l'étude qui en ont le moins mangé[9].

- Champ électromagnétique : Quatre professeurs européens estiment que les champs électromagnétiques pourraient « être à l'origine d'un problème de santé publique majeur » : « Les effets des champs électromagnétiques sur notre santé sont démontrés par l'observation clinique de très nombreuses investigations toxicologiques et biologiques et certaines études épidémiologiques »[10].

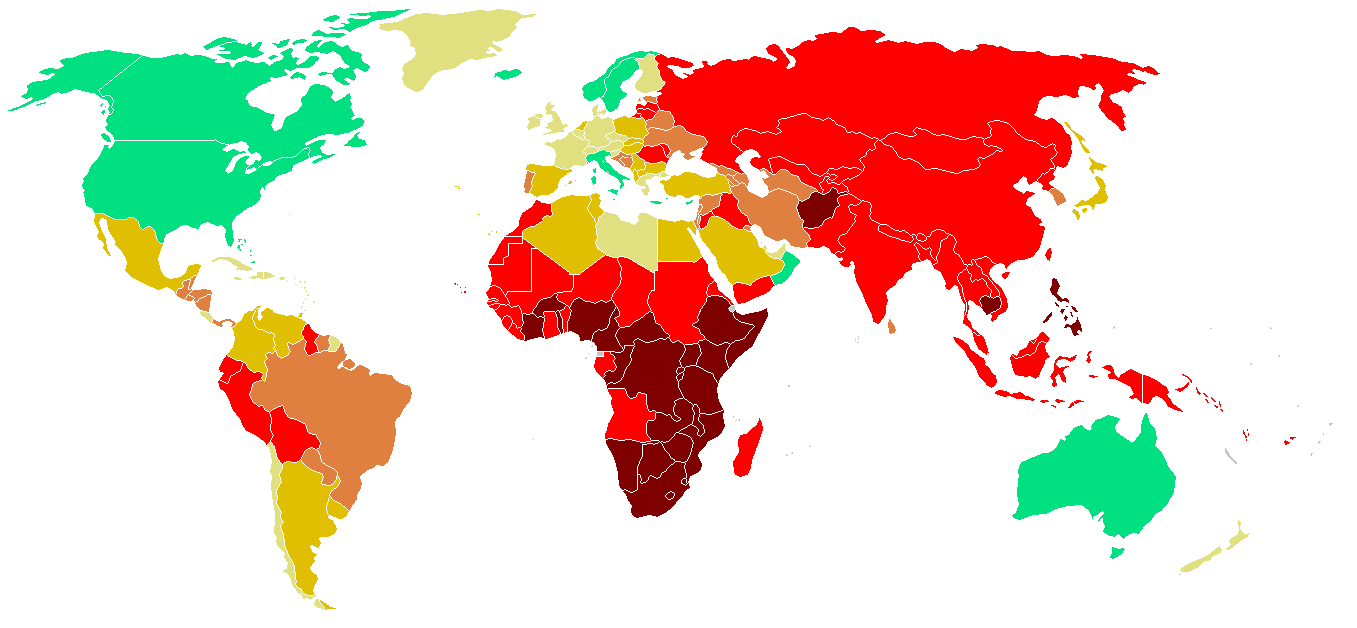
La tuberculose dans le monde. Pour 100000 habitants :
Plus de 300 cas
100 à 300 cas
50 à 99 cas
25 à 49 cas
10 à 24 cas
0 à 9 cas

- Tuberculose : Selon l'Organisation mondiale de la santé (OMS) dans son 13e rapport annuel sur la lutte la tuberculose, l'incidence de cette maladie a augmenté en 2007 par rapport à 2006. 9,27 millions de nouveaux cas ont été déclarés en 2007, contre 9,24 millions en 2006. La plupart des cas sont survenus en Asie (55 %) et en Afrique (31 %) ; le reste se répartit entre la région de la Méditerranée orientale (6 %), l'Europe (5 %) et l'Amérique (3 %). Sur les quelque 1,8 million de décès dus à la tuberculose, 456 000 ont concerné des personnes infectées par le virus du sida (VIH).

- Homosexualité : Selon la revue spécialisée « BMC Psychiatry », des thérapeutes britanniques proposeraient encore des traitements pour aider des homosexuels à devenir hétérosexuels contre toute preuve que pareille démarche présente une quelconque utilité et ne soit pas nocive, selon une étude publiée. De tels traitements étaient à leur apogée en Angleterre dans les années 1960 et 1970, mais il y a bien longtemps que l'orientation sexuelle homosexuelle ou bisexuelle n'est plus considérée comme une maladie mentale, notamment par l'Organisation mondiale de la santé.

### Avril 2009

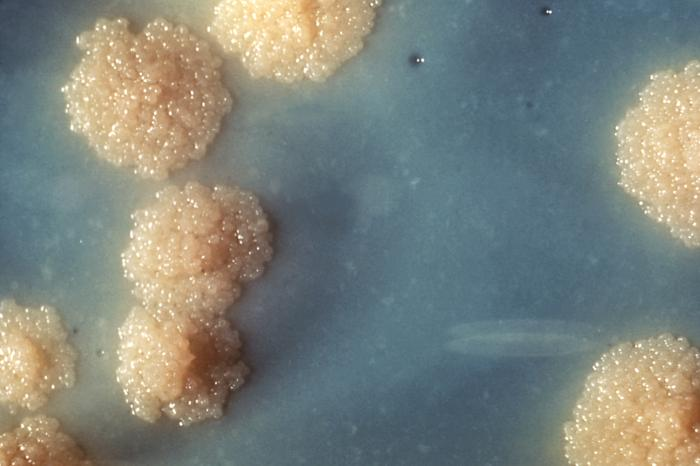
Culture de Mycobacterium tuberculosis
(Bacille de Koch)

- Tuberculose : La directrice de l'Organisation mondiale de la santé (OMS), Margaret Chan, averti de l'émergence de souches de la tuberculose très résistantes qui vont rapidement devenir incontrôlables, et a exhorté les pays concernés à combattre cette menace grandissante pour la santé publique mondiale. Elle demande aux ministres de la santé et aux hauts responsables des 27 pays les plus gravement touchés par ces nouvelles souches résistantes du bacille de Koch de prendre des mesures drastiques pour améliorer leur dépistage et renforcer leur système de santé. La tuberculose est provoquée par des germes qui se transmettent par l'air, quand un malade tousse, éternue ou parle. C'est une maladie ancienne et curable mais qui prend deux formes inhabituelles : celle d'une tuberculose multi-résistante au traitement, c'est-à-dire qui ne répond pas à deux des médicaments les plus utilisés, et celle d'une tuberculose ultra-résistante, à peu près incurable. Non dépistées, les personnes porteuses du bacille résistant peuvent transmettre la maladie et déclencher une épidémie, dans une économie fortement mondialisée. Les personnes infectées doivent se tourner vers des médicaments plus efficaces et plus chers, inabordables dans le système de soins de nombreux pays. Selon l'OMS, moins de 5 % des cas estimés de tuberculose sont détectés et moins de 3 % traités.

- Cancer : Des médecins allemands réussissent, après 5 opérations depuis septembre 2008, l'ablation d'une tumeur osseuse maligne de 18 kilos qui s'était développée dans le bassin d'une patiente de 35 ans originaire d'Arabie saoudite. La prochaine étape sera de reconstruire le bassin qui a été partiellement retiré lors de l'opération et de greffer une hanche artificielle.

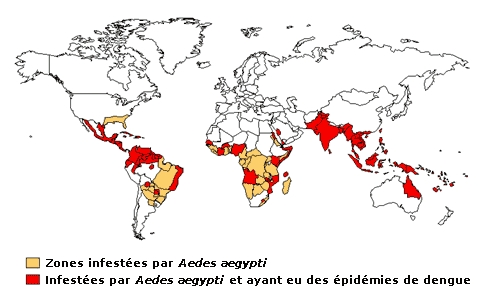
Distribution de la dengue dans le monde en 2000

- Dengue : Selon un rapport de l'OMS, 2,5 milliards de personnes sont exposés à la dengue, une sorte de « grippe tropicale », dans une centaine de pays, au même titre que le paludisme. Les causes en seraient : la multiplication des transports de population, l'urbanisation massive et désordonnée, le problème d'évacuation des eaux usées, le lutte insuffisante contre les moustiques, le non-traitement des « gîtes » (eaux stagnantes…) qui favorisent leur prolifération. Sanofi-Pasteur espère pouvoir sortir un vaccin « vers 2015-2016 ».
- Selon les conclusions de la 3e Semaine européenne de la vaccination, les Français ne se vaccinent pas assez. Cette « insuffisance vaccinale » serait à l'origine d'une recrudescence de la rougeole depuis l'an dernier, avec près de 600 cas déclarés en 2008, contre 40 en 2007 et 44 en 2006[11].

- Cancer de la prostate : Une variation génétique courante, située dans la région du chromosome 10 qui joue un rôle dans l'expression du gène MSMB, serait à l'origine du développement du cancer de la prostate et que le gène incriminé est déjà connu pour jouer un rôle dans le fonctionnement de cette glande. Ce gène produit une protéine qui est un marqueur potentiel du cancer de la prostate. Cette protéine est aussi anti-tumeur. Des travaux précédents avaient montré que cette protéine diminue progressivement quand le cancer de la prostate se développe[12].

### Mai 2009
- Grippe A(H1N1) : Selon l'Organisation mondiale de la santé la grippe H1N1 a contaminé 2 099 personnes dans 23 pays et fait 44 morts.

- Alimentation : Lancement de l'étude Nutrinet Santé sur les habitudes alimentaires des Français.

- Alimentation : Selon l'International Journal of Clinical Practice, les gens qui boivent plusieurs litres de colas par jour risquent de sérieux problèmes musculaires et même cardiaques en raison d'une chute de leurs niveaux de potassium sanguin. L'hypokaliémie chronique (niveau sanguin trop faible de potassium) induite par les colas prédispose au développement de complications potentiellement mortelles telles des troubles du rythme cardiaque.

### Juin 2009
- Grippe A(H1N1) : L'équipe de la virologue Terezinha Maria de Paiva de l'Institut brésilien de bactériologie Adolfo Lutz, a identifié une nouvelle souche du virus de la grippe porcine sur un patient de l’État de Sao Paulo qui a été dénommé A/Sao Paulo/1454/H1N1. La mutation du virus a été décelée dans des altérations de la protéine responsable de la capacité d'infection du virus.

### Juillet 2009
- Cannabis : Selon une étude du laboratoire Physiopathologie des maladies du système nerveux central, de l'université Pierre et Mare Curie, du CNRS et de l'Institut national de la santé et de la recherche médicale (Inserm), publiée dans la revue Neuropsychopharmacology, des injections du principe actif majoritaire du cannabis, le THC, peuvent supprimer la dépendance à la morphine et à l'héroïne[13].

- Gériatrie : 19e Congrès mondial de gérontologie et de gériatrie à Paris. Organisé par la Société française de gériatrie et gérontologie, au nom de l'IAGG (International Association of Gerontology and Geriatrics), il accueille au Palais des Congrès plus de 6 000 participants venus de 91 pays. Parmi les principaux thèmes abordés : la maladie d'Alzheimer et la maltraitance des personnes âgées.

- Maladie d'Alzheimer, Alimentation : Une récente étude de l'Université de Californie met l'accent sur la caféine, à même d'améliorer la mémoire déficiente dans la maladie d'Alzheimer. La caféine réduirait également la formation de plaques de protéines dans le cerveau, qui caractérisent aussi cette affection[14].

- Médicaments : La Commission européenne veut promouvoir des médicaments génériques moins chers en s'attaquant aux pratiques anticoncurrentielles du secteur pharmaceutique qui freinent leur développement via des procès interminables ou des ententes entre laboratoires. Selon une enquête, ces pratiques ont renchéri de 20 % les dépenses de santé des citoyens européens entre 2000 et 2007. Les génériques, copies de médicaments dont les brevets ont expiré, sont commercialisées en moyenne 40 % moins chers que leurs modèles de marque deux ans après leur entrée sur le marché, un argument de poids face aux déficits de beaucoup de systèmes d'assurance maladie européens. La Commission préconise la mise en place d'un brevet communautaire et d'un système de règlement des litiges spécialisé en matière de brevets en Europe[15].

- Grippe A(H1N1) : L'Amérique latine est la région du monde le plus touchée par la grippe A/H1N1 avec 550 morts sur les 819 enregistrés dans le monde. Parmi eux, l'Argentine (165 morts), le Mexique (138 morts), le Brésil (50 morts) et l'Uruguay (23 morts)[16]. En France la gestion de l'épidémie fait l'objet d'une controverse.

- Drogue : L'ONU a lancé, à la demande de la Bolivie, le processus devant mener à la dépénalisation de la consommation de feuilles de coca, pour qui cette pratique est un « droit des peuples indigènes »[17].

### Août 2009
- VIH : Une équipe de virologues français a identifié un nouveau variant du VIH de type 1 (majoritaire), virus à l'origine de la majorité des cas de sida[18].

### Septembre 2009
- Éducation : Création de l'Université des patients en France, structure permettant de former et diplômer des « patients-experts »

### Octobre 2009
- 29 octobre : June Middleton décédée à 83 ans après avoir vécu 60 ans sous assistance respiratoire dans un poumon d'acier[19].

## Prix
- Prix Nobel de physiologie ou médecine attribué à Elizabeth Blackburn, Carol Greider et Jack Szostak

## Décès
- 11 février : Willem Johan Kolff (né en 1911), médecin américain d'origine néerlandaise, inventeur de l'hémodialyse, pionnier dans le développement des organes artificiels.
- 25 avril : Piotr Slonimski (né en 1922), médecin, biologiste, et généticien français d'origine polonaise (.
- 6 juin : Jean Dausset (né en 1916), médecin immunologiste français, lauréat du prix Nobel de médecine en 1980.
- 1er juillet : Eva Buiatti (it) (née en 1944), médecin de santé publique italienne.